# Зудербург
Зудербург (нем. Suderburg) — община в Германии, в земле Нижняя Саксония.
Входит в состав района Ильцен. Подчиняется управлению Зудербург. Население составляет 4529 человек (на 31 декабря 2010 года). Занимает площадь 129,48 км².
Коммуна подразделяется на 7 сельских округов.